# 基里村
基里村（きざとむら）は、佐賀県三養基郡にあった村。

## 地理
現在の鳥栖市の東部に位置する。

## 歴史

### 村域の変遷
- 1889年（明治22年）4月1日 - 町村制施行により、酒井東村、酒井西村、姫方村、飯田村が合併し基肄郡基里村が誕生。
- 1896年（明治29年）4月1日 - 郡の統合により三根郡、養父郡と合併し三養基郡発足[1]。同郡の所属となる。
- 1954年（昭和29年）4月1日 - 鳥栖町、田代町、麓村、旭村と合併し鳥栖市が発足。同日基里村廃止。

変遷表
| 1868年 以前 | 1868年 以前 | 1868年 以前 | 明治22年 4月1日 | 明治29年 3月26日 | 明治29年 3月26日 | 昭和29年 4月1日 | 現在   |
| ----------- | ----------- | ----------- | --------------- | ---------------- | ---------------- | --------------- | ------ |
| 基肄郡      |             | 酒井東村    | 基里村          | 三養基郡 発足    | 基里村           | 鳥栖市          | 鳥栖市 |
| 基肄郡      | 酒井西村    |             | 基里村          | 三養基郡 発足    | 基里村           | 鳥栖市          | 鳥栖市 |
| 基肄郡      | 姫方村      |             | 基里村          | 三養基郡 発足    | 基里村           | 鳥栖市          | 鳥栖市 |
| 基肄郡      | 飯田村      |             | 基里村          | 三養基郡 発足    | 基里村           | 鳥栖市          | 鳥栖市 |

### 主な出来事
- 1949年（昭和24年）5月22日 - 村内に昭和天皇の戦後巡幸。日清製粉鳥栖工場を視察[2]。

## 大字
- 酒井東（さかいひがし）
- 酒井西（さかいにし）
- 姫方（ひめかた）
- 飯田（いいだ）

## 交通（廃止直前）

### 道路
一級国道
- 国道3号
- 国道34号